# Mirco Brilli
Mirco Brilli (Livorno, 9 ottobre 1957) è un ex calciatore italiano, di ruolo difensore.
Nella sua carriera agonistica ha disputato 107 incontri in Serie B con le maglie di Palermo, Genoa, Verona, SPAL e Catania.

## Carriera

### Giocatore
Inizia la carriera nella squadra della sua città, il Livorno, club con cui disputa tre stagioni in Serie C con 61 presenze e 2 reti all'attivo.
Nel 1977 è ingaggiato dal Palermo, club di Serie B. Con i rosanero raggiunse il sesto posto dopo 36 presenze, a quattro punti dall'Avellino promosso.
La stagione seguente passa al Genoa, sempre tra i cadetti. Con i rossoblu chiude la stagione al dodicesimo posto della serie cadetta; qui gioca 14 incontri.
Nel 1979 è ingaggiato dalla SPAL, con cui non esordisce in quanto già nell'ottobre dello stesso anno lo gira al Verona. Con i veneti gioca 12 partite ed ottiene il tredicesimo posto della Serie B 1979-1980.
Nel 1980 torna alla SPAL con cui ottiene il dodicesimo posto della Serie B 1980-1981, con 19 presenze all'attivo.
La stagione seguente la gioca tra le file del Catania. Con gli etnei ottiene l'ottavo posto nella serie cadetta, con 29 presenze all'attivo.
La stagione 1981-1983 Brilli la gioca in terza serie, ancora tra le file della SPAL. Con i ferraresi giunge al nono posto del Girone A, giocando 32 partite.
La stagione seguente, sempre in terza serie, passa al Cosenza, club con cui giunge al settimo posto del Girone B, giocando 23 partite.
Nel 1984 viene ingaggiato dall'Asti, club con cui retrocede in Serie C2 al termine della Serie C1 1984-1985 in cui gioca 31 partite segnando una rete.
Nel 1985 è ingaggiato dallo Spezia, società in cui milita tre anni, ottenendo la promozione in Serie C1 al termine della stagione 1985-1986.
La stagione 1988-1989 gioca tra le file dell'Alessandria, in Serie C2. Con i grigi ottiene la promozione in categoria superiore in virtù del secondo posto ottenuto nel Girone A; qui gioca 31 partite. Nella stagione successiva resta in C2 militando nel Novara, in un campionato chiuso con la retrocessione dei piemontesi, poi ripescati per il fallimento della Pro Vercelli.
Gioca con il Livorno la stagione 1990-1991 in Serie C2. Con i labronici chiude la stagione al quarto posto del Girone A.

### Allenatore
Brilli dopo il suo ritiro dal calcio giocato, diviene allenatore del Livorno retrocesso in Eccellenza a seguito del fallimento della società avvenuto la stagione precedente.
Con gli amaranto Brilli vincerà il torneo, ottenendo la promozione in Serie D.
Guida per un incontro la primavera del Livorno nella stagione 2004-2005.

## Palmarès

### Allenatore

#### Competizioni nazionali
- Eccellenza Regionale: 1

Livorno: 1991-1992